# 샤헤드 129
샤헤드 129는 이란이 개발한 최초의 MALE 무인정찰기(UAV)이다. 이란판 MQ-1 프레데터에 해당한다. 샤헤드는 페르시아어로 목격자란 의미이다.
2012년 일반에 공개되었다. 항속거리 1700 km로서, 24시간 비행할 수 있다.
사디드-1 미사일 또는 폭탄 8발을 장착할 수 있다. 이란은 다른 무기 설명에서 사디드-1 8발 또는 코사르 2발을 탑재할 수 있다고 소개하는데, 코사르는 무게 100 kg이므로 사디드-1은 무게 25 kg으로 추정할 수 있다. 이는 무게 20 kg인 그리핀 미사일 6발을 탑재하는 미국의 MQ-1 프레데터 보다 약간 대형임을 의미한다.
샤헤드 129는 사디드-1 8발 장착이 가능하다고만 하며, 코사르 2발을 장착할 수 있다고 보도되지는 않고 있는데, 무게 100 kg, 사거리 20 km인 코사르 스텔스 대함 미사일은 2006년 레바논 전쟁에서 헤즈볼라가 2발을 발사, 1발이 이스라엘의 배수량 1200톤 INS 하닛 초계함을 명중, 심각한 손상을 입혔다. 한국의 천안함이 배수량 1200톤인데, 이스라엘함은 유로콥터 팬더 헬리콥터를 탑재하는 것이 큰 차이점이다.
최대이륙중량 1.45톤인 HESA 샤헤드 285 1인승 경공격헬기는 사디드-1 8발 또는 코사르 2발을 탑재한다고 알려져 있다. HESA 샤헤드 285는 한국의 1.36톤 500MD와 비슷한 크기이나, 4인의 승객을 탑승하지 못하고, 오직 공격 전용의 1인승 헬기이다.

## 같이 보기
- 무인 항공기
- TAI 안카
- 익룡 1호